# Mount Hulshagen
Mount Hulshagen (französisch Mont Hulshagen) ist ein 2100 m hoher Berg im ostantarktischen Königin-Maud-Land. Er ragt zwischen Mount Van der Essen und Mount Brouwer in den Belgica Mountains auf.
Teilnehmer der Belgischen Antarktis-Expedition 1957/58 unter Gaston de Gerlache de Gomery (1919–2006) entdeckten ihn. Namensgeber ist Charles Hulshagen, Fahrzeugmechaniker der Forschungsreise.